# KkStB-Tenderreihe 10
| KEB T / kkStB 10          | KEB T / kkStB 10                                                     | KEB T / kkStB 10                                                     |
| ------------------------- | -------------------------------------------------------------------- | -------------------------------------------------------------------- |
|                           |                                                                      |                                                                      |
| Technische Daten          |                                                                      |                                                                      |
|                           | 10.10–184                                                            | 10.08, 16, 26, 81, 108, 116, 130                                     |
| Anzahl der Achsen         | 3                                                                    | 3                                                                    |
| Baujahr                   | 1858–1875                                                            | 1858–1875                                                            |
| Stückzahl                 | 189                                                                  | 189                                                                  |
| Radstand                  | 3240 mm                                                              | 3240 mm                                                              |
| Laufrad-Ø                 | 1100 mm                                                              | 1100 mm                                                              |
| Wasser                    | 8,5 m³                                                               | 8,0 m³                                                               |
| Kohle                     | 8,0 m³                                                               | 8,0 m³                                                               |
| Leergewicht               | 11,5 t                                                               | 11,5 t                                                               |
| Dienstgewicht             | 24,5 t                                                               | 24,5 t                                                               |
| gekuppelt mit Lokomotiven | 2, 4, 7, 12, 21, 122, 28, 33, 47, 48, 50, 52, 54, 56, 59, 70, 73, 76 | 2, 4, 7, 12, 21, 122, 28, 33, 47, 48, 50, 52, 54, 56, 59, 70, 73, 76 |

Die kkStB-Tenderreihe 10 war eine Schlepptenderreihe der k.k. Staatsbahnen (kkStB), deren Tender ursprünglich von der Kaiserin Elisabeth-Bahn (KEB) stammten.
Die KEB beschaffte diese Tender ab 1858 von der Wiener Neustädter Lokomotivfabrik, von der Lokomotivfabrik der StEG, von Sigl in Wien, von Hartmann in Chemnitz und von der Lokomotivfabrik Floridsdorf.
Nach der Verstaatlichung der KEB reihte die kkStB die Tender als Reihe 10 ein.
Ein großer Teil dieser Tender wurde von der kkStB in solche der Reihe 31 umgebaut.